# 최태준
최태준(崔泰俊, 1991년 7월 7일~)은 대한민국의 배우이다.

## 학력
- 낙민초등학교 (졸업)
- 정발중학교 (졸업)
- 국립전통예술고등학교 음악연극과 (졸업)
- 중앙대학교 공연영상창작학부 연극전공 10학번 (중퇴)

## 출연 작품

### 드라마
- 2001년 SBS 드라마스페셜 《피아노》 ... 어린 이경호 역
- 2002년 KBS2 어린이 드라마 《매직키드 마수리》 ... 민호수 역
- 2002년 EBS1 TV로 보는 원작동화 - 《세상에서 가장 친한 친구》 ... 독고휘 역
- 2004년~2005년 MBC 《왕꽃 선녀님》 ... 슈퍼에서 물건 훔쳐 도망가는 학생 역
- 2004년 MBC 월화 특별기획 드라마 《영웅시대》 ... 어린 이맹희 / 국철민 역
- 2011년 JTBC 월화 미니시리즈 《빠담빠담… 그와 그녀의 심장박동소리》 ... 임정 역
- 2012년 SBS 월화 미니시리즈 《드라마의 제왕》 ... 오인성 역 (특별출연)
- 2012년 ~ 2013년 SBS 수목 특별기획 드라마 《대풍수》 ... 이방원 역
- 2013년 SBS 저녁 일일연속극 《못난이 주의보》 ... 공현석 / 김현석 역
- 2013년 KBS2 드라마스페셜 4부작 연작시리즈 《사춘기 메들리》 ... 이역호 역
- 2014년 MBC 저녁 일일연속극 《엄마의 정원》 ... 차기준 역
- 2015년 SBS 드라마스페셜 《냄새를 보는 소녀》 ... 예상길 역
- 2015년 ~ 2016년 KBS2 주말연속극 《부탁해요, 엄마》 ... 이형순 역
- 2016년 MBC 주말 특별기획 드라마 《옥중화》 ... 성지헌 역
- 2017년 MBC 수목 미니시리즈 《미씽나인》 ... 최태호 역
- 2017년 네이버 TV 웹 드라마 《109 별일 다 있네》 ... KDI-109 역
- 2017년 SBS 드라마스페셜 《수상한 파트너》 ... 지은혁 역
- 2018년 SBS 4부작 월화 미니시리즈 《EXIT》 ... 도강수 역
- 2018년 SBS 드라마스페셜 《훈남정음》 ... 최준수 역
- 2021년 네이버 TV 웹 드라마 《그래서 나는 안티팬과 결혼했다》 ... 후준 역
- 2022년 tvN 주말 미니시리즈 《스물다섯 스물하나》 ... 정호진 역 (특별출연)
- 2022년 TVING 금요 오리지널 드라마 《아일랜드》 ... 찬희 역
- 2024년 SBS 금토드라마 《재벌X형사》 ... 하남수 역
- 2024년 ENA 월화드라마 《야한(夜限) 사진관》 ... 최훈 역
- 2024년 KBS2 주말연속극 《다리미 패밀리》 ... 차태웅 역

### 영화
| 연도   | 제목                       | 역할             | 비고       |
| ------ | -------------------------- | ---------------- | ---------- |
| 2005년 | 샤크 보이와 라바 걸의 모험 | 샤크 보이 (더빙) | 애니메이션 |
| 2011년 | 페이스 메이커              | 민윤기           |            |
| 2016년 | 커터                       | 세준             |            |
| 2019년 | 양자물리학                 | 김정민           |            |

## 그 외 활동

### 텔레비전 프로그램
| 연도   | 방송사     | 제목                     | 역할        | 기간                    | 비고               |
| ------ | ---------- | ------------------------ | ----------- | ----------------------- | ------------------ |
| 2014년 | MBC        | 황금어장 - 라디오스타    | 게스트 출연 | 12월 10일               | 404회              |
| 2015년 | SBS        | 일요일이 좋다 - 런닝맨   | 게스트 출연 | 1월 18일                | 230회              |
| 2015년 | tvN        | 수요미식회               | 게스트 출연 | 4월 1일, 6월 13일       | 11, 20회           |
| 2015년 | OCN Movies | 무비 스토커              | 출연자      | 7월 8일~10월 14일       | 15부작             |
| 2016년 | MBC        | 설특집 인스타워즈        | 출연자      | 2월 9일                 | 파일럿 프로그램    |
| 2016년 | MBig TV    | 꽃미남 브로맨스          | 출연자      | 3월 3일                 | with 지코          |
| 2016년 | KBS2       | 해피투게더 시즌3         | 게스트 출연 | 3월 24일                | 441회              |
| 2016년 | SBS        | 동상이몽, 괜찮아 괜찮아  | 게스트 출연 | 3월 28일                | 46회               |
| 2016년 | KBS2       | 배틀 트립                | 게스트 출연 | 6월 11일~6월 18일       | 9, 10회            |
| 2016년 | 올리브     | 2016 테이스티 로드       | 게스트 출연 | 6월 18일                | 18회               |
| 2016년 | tvN        | 집밥 백선생2             | 게스트 출연 | 6월 21일                | 14회               |
| 2016년 | KBS2       | 대국민 토크쇼 안녕하세요 | 게스트 출연 | 8월 1일, 8월 22일       | 286, 287회         |
| 2016년 | KBS2       | 대국민 토크쇼 안녕하세요 | MC          | 8월 29일~2017년 9월 4일 |                    |
| 2016년 | MBC        | 우리 결혼 했어요 시즌4   | 출연자      | 10월 1일~2017년 3월 4일 | 341~363회          |
| 2017년 | SBS        | 일요일이 좋다 - 런닝맨   | 게스트 출연 | 3월 26일                | 343회              |
| 2017년 | tvN        | SNL 코리아 시즌 9        | 게스트 출연 | 4월 15일                | 4회                |
| 2017년 | JTBC       | 전체관람가               | 출연자      | 11월 12일               | 5회(박광현 감독편) |
| 2018년 | KBS2       | 대국민 토크쇼 안녕하세요 | 12월 24일   | 394회                   |                    |

### 라디오 프로그램
| 연도   | 방송사     | 제목              | 역할        | 기간      | 비고      |
| ------ | ---------- | ----------------- | ----------- | --------- | --------- |
| 2014년 | MBC 표준FM | 정준영의 심심타파 | 게스트 출연 | 10월 14일 | with 구원 |
| 2017년 | SBS 파워FM | 두시탈출 컬투쇼   | 스페셜 DJ   | 8월 29일  |           |

### 뮤직비디오
| 연도 | 가수           | 노래(곡)               | 비고              | 공식 유튜브 |
| ---- | -------------- | ---------------------- | ----------------- | ----------- |
| 2013 | 카라           | Bye Bye Happy Days     | 일본 싱글         | 유튜브      |
| 2017 | 어반자카파     | 그때의 나, 그때의 우리 |                   | 유튜브      |
| 2018 | 조현아         | 그대 떠난 뒤           |                   | 유튜브      |
| 2019 | 로코베리, 도영 | 헤어지지 말아요, 우리  | 콜라보레이션 싱글 | 유튜브      |

### 광고
| 연도          | 기업명                      | 제품명                | 품목      | 공동 출연         |
| ------------- | --------------------------- | --------------------- | --------- | ----------------- |
| 2004년        | 농심                        | 찰밥                  | 식품      |                   |
| 2004년        | TBH글로벌                   | 베이직 하우스         | 의류      | 심혜원, 이병준 外 |
| 2009년        | 성우하이텍그룹 (EXR 코리아) | EXR                   | 의류      |                   |
| 2011년        | 동아제약                    | 박카스                | 음료      |                   |
| 2011년        | 산림청                      | 산림청                | 공익 광고 |                   |
| 2011년        | KB국민은행                  | KB국민은행            | 금융      |                   |
| 2012년        | 삼성전자                    | 삼성 갤럭시           | 스마트폰  |                   |
| 2012년        | 삼성전자                    | 삼성 갤럭시 노트 10.1 | 스마트폰  |                   |
| 2017년        | 제이준코스메틱(주)          | 제이준코스메틱        | 화장품    |                   |
| 2017년~2018년 | (주)비와이엔블랙야크        | 마모트                | 아웃도어  |                   |

## 수상 및 후보
| 연도 | 시상식                       | 부문                           | 작품                     | 결과 |
| ---- | ---------------------------- | ------------------------------ | ------------------------ | ---- |
| 2014 | 제2회 Asia Rainbow TV Awards | 남우조연상                     | 못난이 주의보            | 후보 |
| 2014 | MBC 연기대상                 | 남자 신인상                    | 엄마의 정원              | 수상 |
| 2015 | KBS 연기대상                 | 남자 신인연기상                | 부탁해요, 엄마           | 후보 |
| 2016 | KBS 연예대상                 | 토크&쇼부문 남자 신인상        | 대국민 토크쇼 안녕하세요 | 수상 |
| 2016 | MBC 연기대상                 | 특별기획부문 남자 우수연기상   | 옥중화                   | 후보 |
| 2017 | 제2회 아시아 아티스트 어워즈 | 뉴웨이브상                     |                          | 수상 |
| 2017 | MBC 연기대상                 | 최고의 악역상                  | 미씽나인                 | 수상 |
| 2017 | MBC 연기대상                 | 미니시리즈부문 남자 우수연기상 | 미씽나인                 | 후보 |
| 2017 | SBS 연기대상                 | 수목드라마부문 남자 우수연기상 | 수상한 파트너            | 후보 |
| 2018 | 제13회 숨피 어워즈           | 최우수조연상 남자부문          | 수상한 파트너            | 후보 |
| 2018 | 제3회 아시아 아티스트 어워드 | 베스트 아이콘상                |                          | 수상 |
| 2024 | KBS 연기대상                 | 남자 조연상                    | 다리미 패밀리            | 수상 |